# Страховски манастир
Страховският манастир (на чешки: Strahovský klášter) е манастир в чешката столица Прага, разположен в Храдчани - един от четирите исторически района на града. Манастирът е архитектурен паметник и е една от най-старите обители на Норбертинския орден. В него се съхраняват мощите на Норберт Ксантенски, основателят на ордена.

## История
Манастирът е изграден през 1140 — 1143 г. от краля на Бохемия Владислав II по предложение на епископа на Оломоуц Индржих Едик. През 1258 г. заради заспал пред горяща свещ монах манастирът изгаря напълно.
Близостта на манастира до центъра на Прага е причината той да вземе дейно участие във всички важни исторически събития в средновековния град - Хуситските войни от 1420-1434 г., Тридесетгодишната война през XVII в., когато шведите оплячкосват манастира, отнасяйки много ценни предмети и ръкописи, разрушението му от френските войски, окопали се в манастирската градина през 1742 г., атаката на града от пруската армия и т.н.
В края на XVIII в. император Йозеф II заповядва да бъдат затворени всички манастири, които не съумеят да докажат, че са полезни за обществото. Страховският манастир е спасен благодарение на идеята да се открие в него институт за проучвания и да се направи обществен достъп до богатата му библиотека. В началото на XVII в. към манастира е построена и пивоварна, в която и до днес се произвежда бира. На територията на манастира има няколко музея - Музей на националната литература, на миниатюрите и др.

## Архитектура
Манастирът претърпява няколко основни преустройства. Първоначално през 1140 г. е дървен, но още през 1143 г. са издигнати първите каменни стени в романски стил. След пожара от 1258 г. манастирът е съграден наново в готически стил. Следват още ремонти докато накрая в средата на XVII в. след щетите, причинени от френските войски, придобива сегашния си бароков вид благодарение усилията на италианския архитект Лураго.

## Галерия
- Поглед към манастира
- Градината на Страховския манастир
- Философската зала на манастира
- Една от ценните книги на манастирската библиотека
- Библиотеката